# Poeta (personaggio)
Poeta è uno dei personaggi principali della serie TV statunitense Oz, interpretato dall'attore e poeta muMs da Schemer.

## Storia del personaggio
Poeta è il detenuto numero 96J352 condannato il 15 febbraio del 1996 per rapina a mano armata, tentato omicidio e detenzione di arma da fuoco a 16 anni di carcere con possibilità di vigilata non prima di nove. Gli viene concessa la grazia nel 1998. Ritorna come detenuto numero 98J448, condannato il 20 luglio 1998 per omicidio di secondo grado a 26 anni, con possibilità di vigilata non prima di 19. È un eroinomane che compone versi poetici liberi. Grazie al suo libro gli viene concessa la grazia, con l'aiuto anche di Kareem Said e di Tim McManus. La sua libertà ha vita breve, poiché uccide uno spacciatore venuto a riscuotere. In prigione è un membro degli Zombie, di cui è stato per brevi periodi anche il capo.

### Stagione 1
Poeta ha un ruolo molto marginale, in cui recita poesie per gli altri detenuti. Queste riflettono i problemi e le decisioni che affliggono gli afroamericani.

### Stagione 2
Tornato in Paradiso dopo la rivolta, entra a far parte degli Zombie. McManus crede nel suo talento e, insieme a Kareem Said, lo aiuta a pubblicare un libro dove raccoglie le sue poesie. Poeta va forte e il suo libro è best seller. Riceve la grazia dal governatore, ma quando esce continua a fare uso di eroina. Durante una presentazione del suo libro, spara sei colpi ad uno spacciatore venuto lì per riscuotere il debito. Torna ad Oz e come punizione viene messo a lavorare in obitorio.

### Stagione 3
Poeta è amareggiato per aver tradito la fiducia di Said, gli chiede il permesso di scrivere ancora. Said gli dà la sua benedizione, ma quando Wangler perde l'incontro di boxe con Hamid Khan, Poeta recita un poema sarcastico riguardante la relazione di Said con una donna bianca. Nel frattempo Simon Adebisi si accorda con Chucky Pancamo per eliminare la concorrenza e, coadiuvato dai Latinos, versa della zuppa bollente su Poeta il quale esce dall'infermeria ustionato in vari punti e con la pelle più bianca.

### Stagione 4
Poeta, dopo la morte di Wangler, si aggrega ad Adebisi e gli resta fedele diventando il suo secondo. A Poeta viene dato il compito di supervisionare Desmond Mobay. Tuttavia Poeta è disgustato dal modo in cui Adebisi sta gestendo il proprio potere, soprattutto riguardo alle violenze che fa ai giovani detenuti neri, e segretamente si allea con Said per rovesciare il suo comando. Con la morte di Adebisi, Poeta diventa automaticamente il leader degli Zombie.
Quando una troupe televisiva viene ad Oz, Poeta tenta di convincerli che lì c'è tanta corruzione. Con l'arrivo di Burr Redding, Jackson perde il ruolo di capo e fa da luogotenente all'anziano leader e si occupa dell'uccisione di Supreme Allah. Poeta organizza una visita con Tug Daniels, che tenta di accoltellare Supreme, così viene messo in isolamento per complicità. In seguito, paga una guardia per permettere a Redding di mettere su un tribunale clandestino per uccidere Daniels. Augustus Hill lo contatta e gli rivela alcune informazioni riguardanti le allergie di Supreme Allah, così dato che lavora in mensa, mette nel suo piatto una grossa quantità di uova che gli provoca la morte.

### Stagione 5
Tra i neri e i latinos ora c'è una tregua, ma Poeta li disprezza e alle loro spalle gli parla in modo dispregiativo e razzista.
Poeta comunque vende della droga ad Hill, che finisce in overdose e ora Redding sta cercando il responsabile. Così Poeta convince Agamemnon Busmalis a mentire, prima accusando gli italiani e poi i latinos. Successivamente Poeta viene pagato dal dentista Tariq Faraj per aizzare l'ariano James Robson, parlandogli del trapianto di gengive provenienti da un nero; in seguito gli vende anche della cocaina. Quando Augustus torna in Paradiso, Poeta lo prega affinché non riveli a Burr che la droga gliel'ha data lui.

### Stagione 6
Poeta e gli altri Zombie vengono costretti a fare telemarketing con Redding, ma il primo si lamenta con una signora che gli dà del nero e la minaccia al telefono. Redding lo licenzia e tutti gli altri si alzano e seguono Poeta. Dapprima chiede a Jahfree Neema di diventare il loro leader, poi si organizza da sé chiedendo un carico di droga, che però viene fermato da Pancamo. Nel frattempo Poeta e gli Zombie lavorano brevemente per Arif nella sala stampa, poi aiutano a spacciare marijuana attraverso dei dolcetti. Quando Redding distrugge la sala stampa e gli italiani uccidono lo spacciatore, Poeta convince i suoi a tornare al telemarket poiché ha in mente di rubare i codici delle carte di credito per comprare droga.